# Keiko Fujimori
Keiko Sofía Fujimori Higuchi (Lima, 25 de maio de 1975) é uma administradora de empresas e política peruana, atualmente presidente do partido Força Popular, cargo que exerce desde 2010. Filha do ex-presidente Alberto Fujimori, desempenhou as funções de primeira-dama em substituição de sua mãe quando os seus pais se separaram. De 2006 a 2011, integrou o Congresso como representante da região metropolitana de Lima. Candidatou-se à presidência do país nas eleições de 2011, 2016 e 2021, sendo derrotada no segundo turno por margens estreitas nas três vezes. Em 2016 e 2021, alcançou 49,88% e 49,87% dos votos válidos, respectivamente.
Keiko é a filha primogênita de Alberto e de Susana Higuchi, ex-congressista. Depois de terminar o ensino secundário, mudou-se para os Estados Unidos, onde começou a estudar administração de empresas. Em meio a separação dos pais, voltou ao Peru e tornou-se, em agosto de 1994, a primeira-dama. Nesta posição, acompanhou Alberto em viagens internacionais e compromissos oficiais. Voltou aos EUA e prosseguiu os estudos na Universidade de Boston, concluindo o bacharelado em artes (BA) em administração de empresas. Nos anos seguintes, conseguiu cumprir seus afazeres como primeira-dama. Em novembro de 2000, seu pai renunciou à presidência devido a um escândalo de corrupção e exilou-se no Japão.
Após uma comissão que investigou sua família por denúncias de corrupção ter chegado ao seu fim sem a indiciar, mudou-se para Nova Iorque para voltar a estudar. Neste período, tornou-se sócia de uma empresa, concluiu um mestrado em administração de empresas (MBA) na Universidade Columbia e conheceu seu futuro marido, Mark Vito Villanella, com quem casou-se em 2004 e teve duas filhas. Depois da prisão de Alberto no Chile, Keiko voltou ao Peru para defender seu legado e concorrer ao Congresso nas eleições gerais de 2006. Ela acabou sendo eleita a congressista mais votada da história do país, com mais de seiscentos mil votos, um recorde que prevalece até os dias atuais. No período em que fez parte do Congresso, foi uma parlamentar discreta que também atuou como porta-voz do fujimorismo, um movimento populista de direita.
Em 2008, com a intenção de disputar a presidência, fundou e passou a presidir o Fuerza 2011. Na eleição presidencial de 2011, foi derrotada por Ollanta Humala em um segundo turno polarizado. Após a derrota, organizou sua segunda candidatura presidencial e procurou afastar-se do legado negativo do pai, apesar de continuar defendendo publicamente sua libertação. Quando concorreu novamente à presidência em 2016, foi derrotada no segundo turno por Pedro Pablo Kuczynski na eleição presidencial mais acirrada da história do país. No governo PPK, manteve-se como a principal líder da oposição, rivalizando com o irmão Kenji. Entre 2018 a 2020, permaneceu por mais de um ano presa no âmbito das investigações da Operação Lava Jato, acusada de crimes como lavagem de dinheiro e obstrução da justiça. Keiko defendeu-se afirmando ser alvo de perseguição política.

## Primeiros anos, educação, carreira e família

### Início de vida, educação e primeira-dama do Peru
Keiko Sofía Fujimori Higuchi (em japonês 藤森 恵子) nasceu em 25 de maio de 1975 no distrito Jesús María, em Lima, a capital do Peru. É a filha primogênita de Alberto Fujimori e Susana Higuchi, ambos descendentes de imigrantes japoneses.
Além dela, seus pais tiveram outros três filhos: Hiro Alberto (nascido em dezembro de 1976), Sachi Marcela (nascida em março de 1979) e Kenji Gerardo (nascido em maio de 1980). Keiko e seus irmãos estudaram no colégio Sagrados Corazones Recoleta, uma instituição de ensino privada administrada pela Igreja Católica. Neste educandário, Keiko cursou o ensino primário e secundário.
Em 1990, seu pai foi eleito presidente. Em 1992, Alberto deu um autogolpe que dissolveu o Congresso, interveio no Poder Judiciário e na imprensa e perseguiu opositores; posteriormente, com a aprovação de uma nova constituição, o presidente pôde ser reeleito na eleição seguinte. No mesmo ano, Keiko terminou o ensino secundário e, em 1993, mudou-se para os Estados Unidos, onde estudou inglês e cursou administração de empresas na Universidade Estadual de Nova Iorque em Stony Brook.

Em 1994, sua mãe passou a acusar o marido de tentar silenciá-la, de torturá-la e denunciou esquemas de corrupção dentro do governo. Por sua vez, Alberto defendia-se e rejeitava as acusações. Alberto e Susana separaram-se ainda naquele ano. Com isso, retornou ao seu país e interrompeu seus estudos em Stony Brook. Em 23 de agosto de 1994, passou a ocupar a posição de primeira-dama, tornando-se a mais jovem primeira-dama do continente americano. Juntamente com suas atribuições simbólicas, como acompanhar o pai em compromissos públicos, também chefiava a Fundação pelas Crianças e a Fundação Peruana Cardioinfantil, fundada por ela em março de 1996 para operar crianças com cardiopatias congênitas.
Em maio de 1997, concluiu seus estudos na Universidade de Boston, onde recebeu o título de bacharel de artes em administração de empresas. Durante sua temporada nesta universidade, que começou em julho de 1995, cumpriu simultaneamente suas obrigações como estudante e primeira-dama. Nos três anos seguintes, acompanhou Alberto em diversas viagens, representando o país em conferências realizadas em Santiago, Ottawa e Cartagena das Índias.
Como primeira dama, passou por três polêmicas principais que lhe renderam críticas: a acusação de que roupas doadas para a caridade pelos japoneses haviam sido desviadas, o que foi mais tarde arquivado pelo Supremo Tribunal; a de ter mandado pintar salas do Palácio do Governo de rosa; e o que foi visto por seus opositores como uma falta de defesa de sua mãe quando esta denunciou que era perseguida pelo presidente. Em relação a esta última polêmica, Keiko se defendeu alegando que era uma "lenda" as supostas torturas contra sua mãe. Mãe e filha reconciliaram-se no ano de 2004, e Susana afirmou que pediu a Keiko para tornar-se primeira-dama do país em seu lugar, bem como a apoiou em suas campanhas eleitorais.
Em 1998, quando Alberto tentava postular uma nova reeleição, Keiko declarou-se contrária à iniciativa do pai ao assinar um documento produzido pela oposição. Na ocasião, declarou: "Como filha eu preferiria que meu pai descansasse, mas como cidadã penso que o país precisa [dele]." No entanto, Keiko ajudou o pai em sua candidatura à reeleição em abril de 2000, o que já havia feito na campanha de 1995. Em novembro de 2000, aproveitando-se de uma viagem a Brunei, Alberto fugiu para o Japão e renunciou à presidência em meio a um escândalo de corrupção que tornou o seu governo insustentável. Na época, Keiko pediu para que seu pai não renunciasse e voltasse ao Peru para se defender. Em agosto de 2001, ela viajou para Tóquio para encontrar-se com o pai, que tinha dupla cidadania, o que fez com que o Japão negasse os pedidos para extraditá-lo. Posteriormente, o ex-presidente foi para o Chile com a intenção de voltar ao Peru e postular-se novamente como candidato à presidência.

### Investigações, continuação dos estudos, casamento e família
Em janeiro de 2001, a Comissão Waisman, formada por congressistas, investigou os Fujimori por suspeitas de corrupção. A comissão chegou a evidências consistentes de que os estudos no exterior de Keiko e seus irmãos foram pagos com dinheiro não declarado às autoridades fiscais. Vladimiro Montesinos, um dos principais assessores de seu pai, afirmou que tais recursos originaram-se de fundos do Serviço de Inteligência Nacional. Durante as audiências em que foi ouvida, Keiko assegurou que o financiamento de seus estudos havia sido feito de forma legal, com recursos da família provenientes da venda de uma propriedade. Ao contrário de seus familiares que fugiram do país para escaparem da justiça, ela permaneceu no Peru e colaborou com as autoridades. A Comissão Waisman acabou não indiciando penalmente Keiko e seus irmãos. Uma década depois um fiscal reabriu o caso, que foi arquivado pelo Ministério Público. Ao todo, o Congresso abriu oito comissões de inquérito sobre o caso, mas nenhuma concluiu a existência de um crime.
Em 2002, viajou para Nova Iorque com a intenção de estudar na Universidade de Columbia. Além de continuar seus estudos, a mudança também propositava tirá-la do foco da mídia peruana. Neste período tornou-se sócia da Summit Products, uma empresa exportadora de produtos naturais e aromaterapia cultivados e produzidos no Peru. Foi acionista desta empresa até 2008.
Em Nova Iorque, Keiko conheceu Mark Vito Villanella, um norte-americano de Berkeley Heights descendente de italianos e nascido em 1976. Eles casaram-se em 13 de julho de 2004 em uma cerimônia católica realizada no distrito de Miraflores e ministrado pelo arcebispo Juan Luis Cipriani Thorne. Depois do casamento, retornaram a Nova Iorque, onde Keiko começou a cursar um mestrado em administração de empresas (MBA) na Universidade de Columbia. Naquela época, ela não tinha a intenção de voltar ao seu país e ter uma carreira profissional lá. O casal, no entanto, voltou ao Peru, onde Villanella ganhou cidadania peruana e tornou-se dono de uma imobiliária. A primeira filha do casal, Kyara Sofia, nasceu em 2007, e a segunda, Marcela Kaori, em 2009. A família vive no distrito de Santiago de Surco.

## Congressista
"Se tivessem mostrado evidências concretas contra meu pai, nenhum peruano teria votado em mim, e eu tive a votação mais alta nas últimas eleições de abril de 2006, com 602 mil votos. Se as pessoas acreditam que meu pai é culpado, não teriam votado em Keiko Fujimori."

— Keiko Fujimori, em 25 de setembro de 2007
Durante a década em que esteve no poder, Alberto conseguiu estabilizar a economia e derrotar o grupo terrorista Sendero Luminoso. No entanto, seu legado foi marcado por pontos negativos: um alto nível de corrupção, sendo considerado por muitos como um dos governos mais corruptos da história do país; violações de direitos humanos; e o autogolpe de 1992. Após sua prisão no Chile, em 2005, ficou impedido de candidatar-se à presidência, bem como teve indeferida sua aliança Sí Cumple. Por este motivo, partidários de agremiações políticas que deram sustentação ao governo Fujimori criaram a Aliança pelo Futuro. Com o ex-presidente legalmente impedido de presidir o novo partido, Keiko foi registrada como a presidente. Neste contexto, voltou ao país com a missão de defender as aspirações presidenciais do pai e concorrer ao Congresso nas eleições gerais de 2006. Como a própria Keiko admitiu, sua candidatura foi ideia de seu pai.
Em 6 de janeiro de 2006, Keiko conseguiu a inclusão da Aliança pelo Futuro no Registro de Organizações Políticas. Nas eleições legislativas daquele ano, encabeçou a lista de seu partido como candidata ao parlamento pela Região Metropolitana de Lima. A candidatura da aliança para a presidência, liderada por Martha Chávez Cossio e tendo como primeiro vice-presidente Santiago Fujimori, irmão de Alberto, ficou em quarto lugar, com 7,4% dos votos. Keiko foi a congressista mais votada naquele ano, com 602 869 votos (14,55%), o triplo do segundo colocado, constituindo um recorde de parlamentar mais votada do Peru, o qual perdura até os dias atuais. A Aliança pelo Futuro recebeu 1,4 milhão de votos nas eleições legislativas, ou 13% do total de votos válidos, elegendo treze congressistas e transformando-se na quarta maior força política do Congresso. Na noite do primeiro turno, em 9 de abril, declarou: "Eu acho que uma grande parte do apoio é porque eu sou filha de Alberto Fujimori e, obviamente, eu sou a destinatária do amor e gratidão que as pessoas têm para o meu pai."
Com a eleição de Alan García para a presidência, Keiko fez parte do grupo oposicionista no Congresso. Ela adotou um tom moderado em relação a García, que tinha uma minoria parlamentar, e inclusive deu a entender que poderia cooperar com certas políticas. De qualquer forma, Keiko e seu bloco parlamentar deram apoio a diversos projetos do governo Alan García, como a malsucedida reforma do Código Penal que visava reintroduzir a pena de morte para condenados por terrorismo. Mais tarde, propôs a restauração da pena de morte para estupradores de menores de idade e autores de latrocínios.

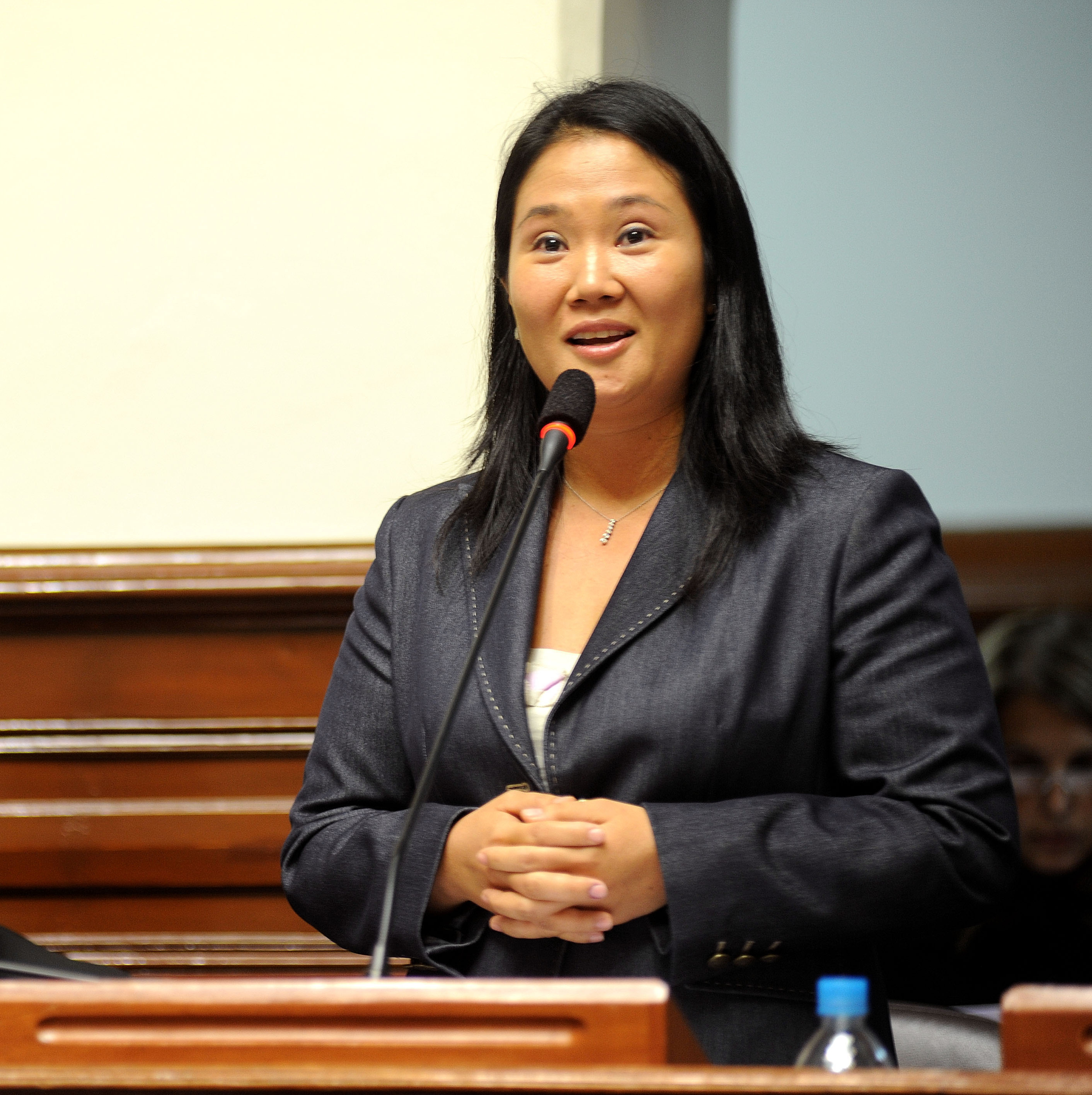
Keiko durante debate parlamentar, em 2010

Em setembro de 2007, organizou mobilizações em apoio ao seu pai, que estava prestes a ser julgado. Para a imprensa, afirmou que estava confiante na absolvição dele por "não haver provas concretas." Keiko tinha a tese de que ele não sabia dos crimes cometidos por Montesinos e demais funcionários públicos. Em dezembro daquele ano, quando o ex-presidente recebeu a primeira condenação, considerou o veredito "injusto" e fruto de uma "perseguição política e judicial", afirmando que o poder judiciário peruano "não inspira confiança." Em 2008, disse que, se fosse eleita presidente, sua mão "não tremeria" ao assinar um perdão presidencial para seu pai.
Em 13 de janeiro de 2008, Keiko anunciou a criação de um novo partido político, o Fuerza 2011 (ou Força 2011, em português), que serviria para dar sustentação a uma candidatura à presidência em 2011, tanto de Alberto quanto dela mesma. Outras organizações fujimoristas, como a Aliança para o Futuro, o Cambio 90 e a Nova Maioria, decidiram manter sua independência organizacional.
Em abril de 2009, Alberto foi novamente condenado, desta vez a 25 anos de prisão por crimes contra a humanidade, mais especificamente referente a massacres que resultaram em 25 mortes. Antes do julgamento, Keiko organizou uma manifestação em apoio à inocência do pai, que contou com a participação de dez mil pessoas, e onde contestou a existência de provas. Mais uma vez, creditou o resultado do julgamento a uma "vingança" contra o "melhor presidente que o país já teve." Uma pesquisa de opinião realizada na época indicou que 70% da população acreditava que o ex-presidente era culpado e 27% o consideravam inocente. Na mesma época, quando era considera uma pré-candidata à presidência, pesquisas indicaram que tinha um apoio entre 19% a 21% para a próxima eleição presidencial.
Keiko ausentou-se em várias sessões do Congresso. Neste período teve duas filhas, o que fez com que tirasse licença-maternidade. Além disso, também licenciou-se para suas viagens ao exterior e para concluir o seu mestrado na Universidade de Columbia. Segundo o jornal La República, Keiko esteve fora do país 223 dias entre agosto de 2006 a 2010 e acumulou quinhentas ausências até abril de 2011. De acordo com o mesmo jornal, das 42 sessões da comissão de Economia, esteve presente em sete. Os principais destinos de suas viagens foram o Chile (cinco vezes) e os Estados Unidos (dez vezes), onde permaneceu quase cem dias entre janeiro a maio de 2008 para cursar seu mestrado. Por outro lado, em julho de 2008, a organização Reflexión Democrática a considerou a sexta melhor congressista entre o período de 2007 a 2008.
Ao longo de seu mandato, foi uma legisladora discreta e a porta-voz do fujimorismo. Dos pouco mais de vinte projetos de lei de sua autoria, seis foram aprovados. A maioria de suas preposições estavam relacionadas a temas judiciais e a reforma do Código Penal. Entre seus projetos transformados em lei, estão o que restringiu benefícios penitenciários para quem cometeu delitos graves e o que previu severas restrições para os criminosos reincidentes.

## Campanha presidencial de 2011

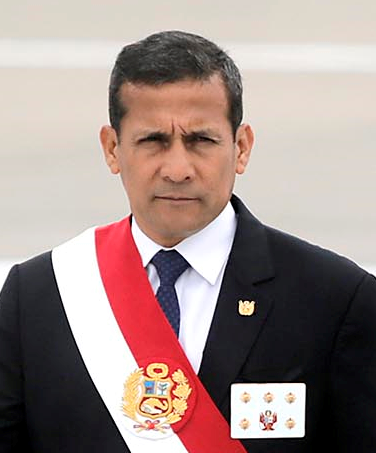
Keiko foi derrotada por Ollanta Humala (na imagem) em sua primeira candidatura à presidência

Após coletar um milhão de assinaturas, o Fuerza 2011 obteve o registro como partido em 9 de março de 2010. Em 19 de maio, Keiko lançou oficialmente o novo partido. Em 7 de dezembro, oficializou sua candidatura à presidência durante um ato de campanha em um bairro de Lima. Rafael Rey Rey, ministro da Defesa e membro do partido conservador Renovação Nacional, foi candidato à primeira vice-presidência, e Jaime Yoshiyama, ex-ministro do governo de Alberto, à segunda.
Ao longo da campanha, Keiko defendeu sua proposta de aplicação da pena de morte para estupradores e autores de latrocínios, a criação de empregos, a redução da pobreza, o controle das contas públicas, o livre-comércio, o combate ao crime, uma "ofensiva contra a corrupção", a melhoria da formação dos professores e a premiação dos que se destacam, e a criação de mecanismos de avaliação da qualidade do ensino. Sua campanha também baseou-se na defesa do governo de seu pai. Na opinião da candidata, o governo Alberto foi responsável pelo fim do terrorismo e por estabilizar a economia. No entanto, buscou desvincular-se dos escândalos que envolveram a presidência do pai, tentando creditar a Montesinos a autoria dos crimes de violação de direitos humanos e corrupção, e comprometeu-se a não dar indulto a Alberto, um poder constitucional do presidente da República. Keiko também reconheceu os "erros" e "excessos" cometidos durante aquele governo, e recordou que se opôs à terceira reeleição dele em 2000.
Durante a campanha do primeiro turno, Keiko envolveu-se em outra polêmica ao reconhecer ter recebido doações financeiras de pessoas supostamente envolvidas com o narcotráfico quando concorreu ao Congresso, em 2006. A presidenciável admitiu ter recebido dez mil dólares de duas mulheres condenadas que, segundo ela, eram vítimas de uma perseguição.

"Sou consciente de que represento o fujimorismo e como tal tenho que reconhecer e pedir perdão à população por estes erros e comprometo-me de que nunca mais estes erros e delitos voltarão a ser cometidos."

— Keiko Fujimori, no decorrer da campanha de 2011
No primeiro turno, em 6 de junho, classificou-se para a segunda etapa com Ollanta Humala ao receber 3,4 milhões de votos, ou 23,5% do total de votos válidos. Humala, um nacionalista de esquerda, conseguiu 31,7%. Pedro Pablo Kuczynski, ex-ministro, alcançou a terceira colocação, seguido pelo ex-presidente Alejandro Toledo e Luis Castañeda, prefeito de Lima. Kuczynski e Castañeda declararam apoio a Keiko, enquanto Toledo apoiou Humala. Com 37 deputados, o Fuerza 2011 converteu-se no segundo maior partido político do parlamento. Seu irmão, Kenji Gerardo Fujimori, foi eleito congressista por Lima, sendo nacionalmente o mais votado.
O segundo turno foi bastante polarizado. As pesquisas indicaram empate técnico até os últimos momentos da campanha, que também foi marcada pelo medo que Keiko e Humala alimentaram um contra o outro. Na visão de Sinesio López, professor da Pontifícia Universidade Católica do Peru, "Humala alimenta medo com seu programa econômico, que assusta aos empresários. Keiko, por sua vez, reaviva os temores da volta da corrupção e das violações de direitos humanos que ocorreram durante o governo de seu pai." Humala também gerava oposições por ser visto como um candidato chavista com viés autoritário. Desta forma, ambos eram figuras polarizadoras, que tinham cerca de 50% de rejeição em pesquisas conduzidas durante o primeiro turno. De acordo com o Centro de Assuntos Internacionais de Barcelona, oito milhões de pessoas, principalmente integrantes da classe média urbana e com orientação centrista, teriam que escolher quem era o "mal menor" para o país.
Keiko acabou recebendo maior apoio do empresariado, das alas conservadoras, da grande imprensa, dos profissionais liberais, de pequenos comerciantes, da igreja e de grande parte da classe média de Lima. Em 6 de junho, foi derrotada por Humala, que conseguiu 7 937 704 votos (51,49%), contra os seus 7 490 647 votos (48,51%). Keiko admitiu sua derrota com quase 90% das urnas apuradas, e congratulou Humala pessoalmente.

## Atividades pós-eleição de 2011

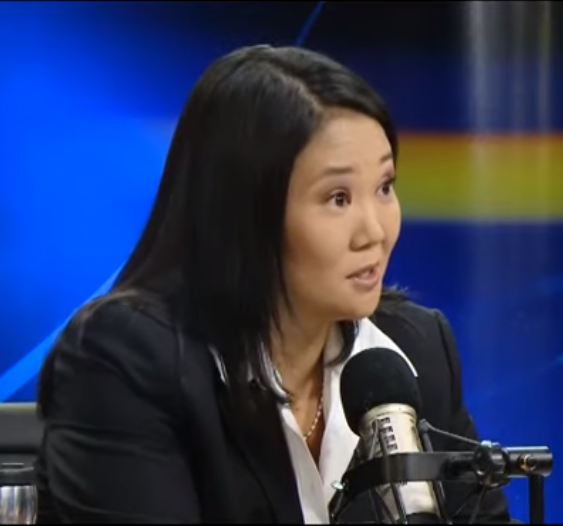
Keiko em 2012

Após a derrota, Keiko passou a trabalhar para concorrer novamente à presidência na próxima eleição. Sua estratégia iniciou com uma revisão em seu partido que, em julho de 2012, mudou o nome para Fuerza Popular (Força Popular, em português). Em sua opinião, o novo partido "poderia durar por um longo tempo." O logo da agremiação, laranja e com um grande "K" que refere-se a Keiko, continuou o mesmo, bem como a manteve como presidente. O novo partido não apresentou uma declaração de princípios ideológicos às autoridades eleitorais, mas suas principais bandeiras continuaram sendo o fujimorismo, o que incluiu defender as políticas econômicas liberais, a estabilidade financeira e uma rigidez na segurança. Apesar disso, procurou sutilmente afastar-se do legado de seu pai.
Em outubro de 2012, Keiko e seus irmãos pediram um "indulto humanitário" ao pai que, segundo a defesa, estava passando por problemas de saúde. Na ocasião, declarou: "Vamos entregar uma carta ao presidente Ollanta Humala para informar-lhe que foi apresentada esta solicitação. Será uma carta pessoal dos quatro filhos para que tenha conhecimento que o procedimento foi apresentado." Em junho de 2013, Humala negou o pedido, alegando que estava seguindo recomendações de um relatório técnico que indicou que o ex-presidente não possuía uma doença terminal e não estava passando por transtornos mentais graves ou incuráveis. Em 2015, Alberto foi condenado a oito anos de prisão pela acusação de que desviou recursos públicos para comprar tabloides que apoiassem sua reeleição em 2000.
Entre 2011 e 2016, Keiko tentou fortalecer seu partido, percorreu todo o país e buscou reduzir o seu anti-voto derivado da rejeição contra Alberto Fujimori, que foi visto como o fator decisivo para sua derrota na eleição presidencial de 2011. Também deu uma guinada ao centro e dedicou-se a renovar a agremiação, o que abrangeu afastar antigos membros acusados de corrupção e a aproximar-se dos jovens. Além disso, distribuiu alimentos, calçados e uniformes escolares a pessoas que estavam na pobreza extrema. A sua base eleitoral continuou sendo Lima e o centro do país. A despeito do fato de que não estar cumprindo um mandato público reduziu a sua visibilidade, Keiko liderou todas as pesquisas de opinião para a presidência ao longo de 2015, registrando mais de 30% de apoio. O fujimorismo também foi beneficiado pela crise política e as acusações de corrupção contra Humala, que fizeram com que sua popularidade despencasse para a casa dos 20%.

## Campanha presidencial de 2016

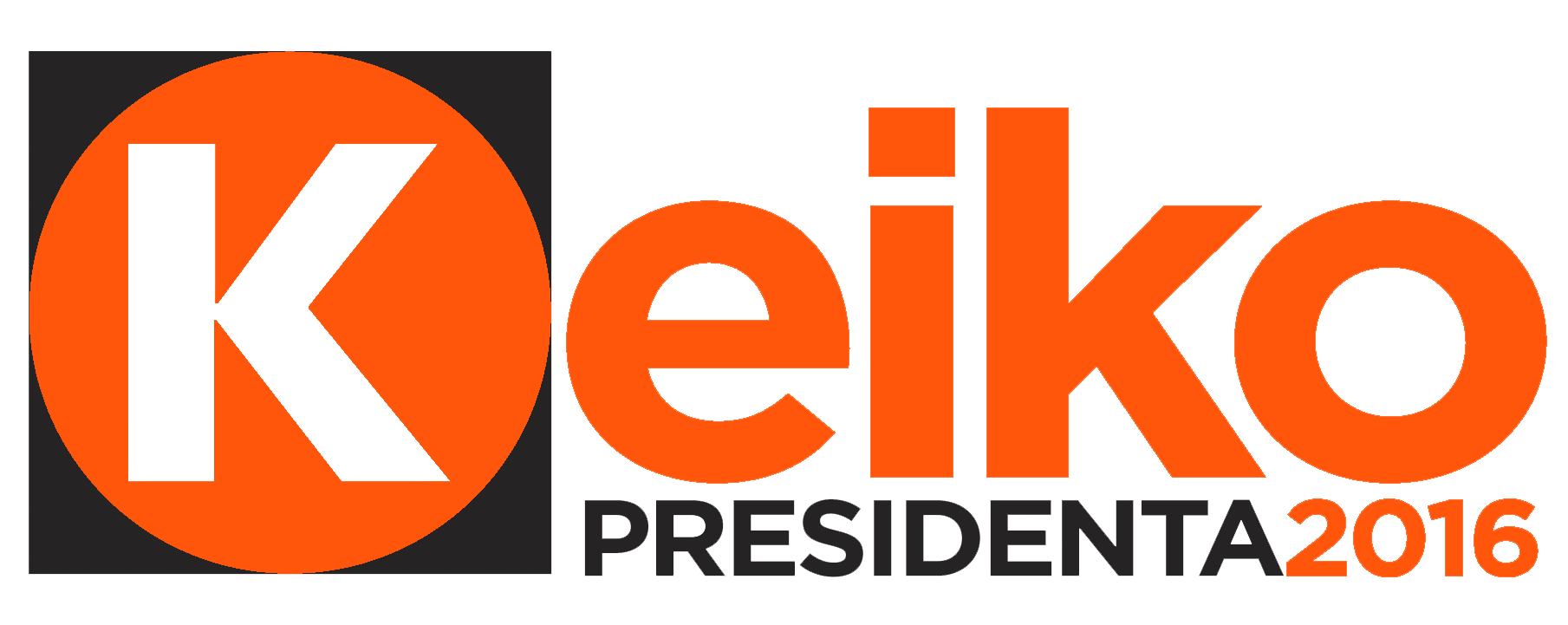
Material eleitoral de Keiko à presidência

Em 4 de dezembro de 2015, Keiko anunciou oficialmente sua candidatura à presidência na eleição de 2016. Os seus companheiros de chapa foram o ex-ministro da agricultura José Chlimper Ackerman para a primeira vice-presidência e Vladimiro Huaroc Portocarrero, ex-governador, para a segunda. Seu plano de governo baseou-se em seis "pilares", entre os quais defendeu o fortalecimento das instituições do Estado de Direito, a independência dos poderes, uma "proteção efetiva dos direitos humanos", um apoio limitado das forças do Exército ao contingente policial, o livre-mercado, a redução de impostos, os incentivos a pequenas empresas, o uso de fundos emergenciais estatais para reativar a economia, a emissão de títulos da dívida pública, e a expansão da eletricidade e da internet nas comunidades rurais.
Em janeiro de 2016, haviam dezenove postulantes à presidência. Todavia, até a data do primeiro turno, nove foram expulsos ou desistiram. César Acuña e Julio Guzmán, dois dos principais concorrentes, foram excluídos da disputa pelo Júri Nacional de Eleições. Acuña teve sua candidatura interrompida por ter entregue valores monetários a pessoas durante a campanha, e Guzmán foi retirado devido a questionamentos referentes a democracia interna de seu partido. Keiko também foi alvo de ações no JNE, que pediam a exclusão de sua candidatura por ter estado presente em um evento onde foram feitas doações maiores do que o permitido pela legislação eleitoral. Keiko argumentou que as denúncias contra ela eram "irresponsáveis" e sua defesa alegou insuficiência de provas. O JNE julgou todas as ações improcedentes, declarando que ela "não incorreu na conduta proibida de oferecer nem entregar dinheiro ou presentes com a finalidade de obter votos." O desfecho levantou suspeitas de que tais exclusões foram feitas para favorecer sua candidatura, o que motivou críticas pela falta de critérios claros na aplicação das normas.
Keiko manteve-se na liderança das pesquisas durante o primeiro turno. Com a desqualificação de Acuña e Guzmán, seus principais oponentes foram o economista e ex-ministro de centro-direita Pedro Pablo Kuczynski, a psicóloga e congressista de esquerda Verónika Mendoza, e o ex-deputado Alfredo Barnechea. Também foram candidatos Alan García e Alejandro Toledo, dois ex-presidentes com chances reduzidas em parte pois foram prejudicados pelas investigações e revelações da Operação Lava Jato.
No aniversário do autogolpe de 1992, cinquenta mil manifestantes, majoritariamente jovens, protestaram contra sua candidatura sob gritos de ordem como "Fujimori nunca mais." Da mesma forma que fez na última eleição, comprometeu-se a não dar indulto ao pai, mas prometeu que continuaria lutando na Justiça por sua libertação; alegou ter sido esta uma decisão tomada pela família. Keiko manteve nestas eleições um alto índice de rejeição, de cerca de 45% segundo o Ipsos, derivado principalmente do legado negativo de seu pai, o qual tentou mais uma vez se afastar. Este processo de afastamento, contudo, acentuou-se, levando-a a apoiar a indenização para as mulheres vítimas das esterilizações forçadas durante os anos 90 e a elogiar pela primeira vez a Comissão da Verdade e Reconciliação, responsável por detalhar as violações de direitos humanos praticadas entre 1980 e 2000 pelo Sendero Luminoso e pelo governo.
No primeiro turno, em 9 de abril, Keiko alcançou 39,8% dos votos, superando PPK (20,9%) e Verónika Mendoza (18,9%). A Fuerza Popular obteve uma maioria absoluta no Congresso ao conquistar 73 das 130 vagas disponíveis. Após a divulgação dos resultados, afirmou: "Este novo mapa político que se desenvolveu mostra que o Peru quer a reconciliação e não quer mais brigas." Porém, como não recebeu a maioria absoluta dos votos, um segundo turno foi marcado para 5 de junho, um domingo.
Na nova etapa da campanha, Keiko viajou pelo interior do país, onde seu pai permanecia bastante popular, enquanto que PPK conversou com possíveis aliados e tentou apresentar-se como um candidato de centro capaz de atrair o voto antifujimorista. Keiko manteve o favoritismo nas pesquisas, mas sua campanha passou por alguns reveses a partir de meados de maio, quando foi revelado pela mídia que seu principal assessor, o congressista Joaquín Ramírez, estava sendo investigado pela Administração de Fiscalização de Drogas (DEA) sob a suspeita de lavagem de dinheiro. Segundo a emissora Univision, o DEA possuía uma gravação em que Ramírez afirmava a um piloto que "a 'chinesa' me deu 15 milhões de dólares na campanha anterior para lavá-los." O DEA afirmou que não estava e nem nunca havia investigado Keiko, que negou estar envolvida no caso ou ter dado dinheiro a Ramírez.
A despeito das declarações do DEA, a imagem de Keiko foi afetada principalmente entre aqueles temerosos de que o país se transformaria em uma ditadura ou um narco-Estado com sua eleição. No mesmo período, promotores anunciaram que estavam investigando suspeitas de lavagem de dinheiro e outras irregularidades em sua campanha; Keiko considerou ser vítima de uma campanha difamatória e rejeitou as acusações. Nos últimos dias anteriores a votação, líderes de esquerda, como Mendoza, anunciaram apoio a PPK. No início de junho, outra marcha organizada por movimentos sociais contra Keiko uniu milhares de pessoas na capital do país. De acordo com os institutos de pesquisas, esta segunda marcha foi definitiva para que os indecisos passassem a apoiar PPK.
A apuração dos votos do segundo turno foi demorada. Devido a votação próxima dos candidatos, a imprensa nacional passou a considerar PPK como o "virtual presidente" apenas na quinta-feira, dia 9 de junho, quatro dias após a votação. Naquele momento, ele havia obtido 50,12% dos votos válidos, contra 49,88% de Keiko. Em números absolutos, PPK recebeu 8.596.937 votos ante 8.555.880 de Keiko. Em 10 de junho, Keiko reconheceu sua derrota, afirmou que seu partido faria uma oposição "vigilante" e desejou sorte ao presidente eleito. Também declarou que PPK venceu a eleição com a ajuda de "promotores do ódio" e do "poder político do governo que sai, o poder econômico e o poder midiático."

## Líder da oposição

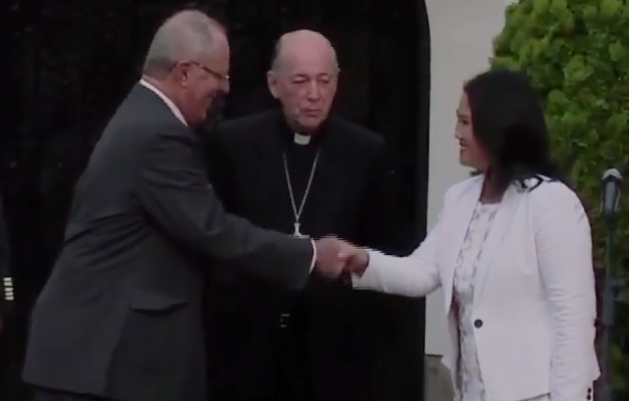
Keiko cumprimenta o presidente PPK em encontro promovido pelo cardeal Juan Luis Cipriani, em dezembro de 2016

Após sua segunda derrota presidencial, Keiko se manteve como a principal líder da oposição ao mesmo tempo em que se defendia das acusações de que teria mantido relações espúrias com a construtora Odebrecht (atual OEC). Nos anos seguintes, fez uma oposição muito agressiva; conforme relatos de pessoas próximas, acreditava que lhe haviam roubado as eleições de 2016. Em 2017, apoiou o processo de afastamento de PPK. Seu irmão, o agora congressista Kenji, manifestou-se contra, o que acentuou a disputa pelo legado fujimorista e pela liderança da oposição. A maior parte da bancada da Força Popular seguiu a orientação de Keiko, mas a dissidência de Kenji levou outros dez congressistas do partido a se absterem. Consequentemente, PPK permaneceu no cargo por apenas oito votos.
Em março de 2018, PPK renunciou após ser acusado de comprar votos de congressistas para impedir seu afastamento. Na época, Kenji foi gravado negociando votos em apoio ao presidente que, em troca, concederia um perdão a Alberto; de fato, PPK perdoou o ex-presidente. Quando as gravações foram divulgadas, Keiko, acusada de ser uma das responsáveis pela divulgação, condenou as atitudes do irmão que, ao ser afastado pelo Congresso em junho de 2018, afirmou: "Keiko, parabéns, aqui tens a minha cabeça em uma bandeja." Em 2018, Kenji criou um novo partido, o Cambio 21, que contudo foi extinto no ano seguinte.
A disputa entre os irmãos Fujimori deveu-se também ao fato de que, enquanto Keiko defendia uma visão mais moderada do fujimorismo, Kenji representava o setor mais duro desta ideologia. No segundo turno de 2016, Kenji não votou na própria irmã pois ela se recusou a se comprometer pela libertação de Alberto e manteve um discurso que reconhecia os erros do governo do pai. Quando Keiko perdeu, Kenji afirmou que seria candidato a presidente em 2021, algo que Keiko almejava repetir pela terceira vez consecutiva. Os dois eventualmente afirmaram que se reconciliaram durante o segundo turno da disputa presidencial de 2021.
Com a ascensão de Martín Vizcarra à presidência em março de 2018, Keiko criticou-o duramente durante o referendo constitucional, questionando as propostas que visavam impedir a reeleição dos congressistas e a recriação de um parlamento bicameral. Para Keiko, as propostas evidenciavam um caráter populista e pediu a Vizcarra que deixasse de ver o Congresso como seu inimigo. No entanto, a crise política se intensificou durante o governo Vizcarra e o Força Popular manteve sua estratégia obstrucionista. O obstrucionismo fujimorista era uma prática desde o governo PPK, quando o partido conseguiu aprovar a destituição do fiscal da nação e de quatro juízes do Tribunal Constitucional. Naquele momento, mais de cinquenta entidades demandaram o respeito ao equilíbrio entre os poderes. Keiko rejeitou o rótulo de "partido obstrucionista", mas posteriormente declarou: "É verdade que o Força Popular caiu no círculo vicioso do confronto e isso impediu que muito mais coisas fossem feitas do que o planejado."
Em 2018, a crise interna no Força Popular chegou ao seu ápice, momento que o partido "viveu dias negros." Além das diferenças entre os irmãos Fujimori, o partido foi abalado pelas controvérsias sobre o indulto a Alberto, as investigações em relação a Keiko e a desfiliação de vários congressistas. No início de 2019, a bancada fujimorista era de 56 membros - 17 a menos que no início da legislatura. Em setembro de 2019, no curso de uma crise constitucional, Vizcarra dissolveu o Congresso, convocando novas eleições. O presidente e o legislativo disputavam a validade de indicações para o Tribunal Constitucional que supostamente favoreceriam Keiko e outros investigados pela Operação Lava Jato. Na nova eleição, realizada em janeiro de 2020, o Força Popular perdeu ainda mais força, conquistando 7,3% dos votos e elegendo quinze congressistas em um parlamento bastante fragmentado. A popularidade de Keiko nas pesquisas realizadas nos meses anteriores ao pleito estava em baixa: possuía 8% das intenções de votos para a presidência, mas 42% dos eleitores desejavam vê-la fora da política definitivamente, de acordo com o Datum e o Ipsos, respectivamente.

## Operação Lava Jato e prisão preventiva
Em 10 de outubro de 2018, Keiko foi presa preventivamente, no âmbito da Operação Lava Jato, sob a acusação de lavagem de dinheiro. A prisão foi solicitada pelo Ministério Público, que a acusou de receber ilegalmente dinheiro da Odebrecht em sua campanha à presidência em 2011. A ordem de prisão emitida pelo juiz Richard Concepción Carhuancho afirmou que Keiko liderava uma "organização criminosa no interior do partido Força 2011 [hoje Força Popular]", bem como que tal organização "tinha como objetivo obter poder político e, por consequência, ter um nível de influência e interferência no Poder Legislativo e no Poder Judiciário." A defesa de Keiko questionou a decisão, reiterando que estava cumprindo com as ordens judiciais e que a determinação de sua prisão era "uma resolução arbitrária e abusiva." Keiko arguiu ainda que se tratava de "perseguição política sem provas contra mim, estou privada de minha liberdade, com a cabeça erguida e o espírito intacto."
Em 18 de outubro, foi solta após seu recurso ser aceito pelo Tribunal Penal Nacional. Em decisão unânime, a corte anulou a prisão provisória pois a ordem de Carhuancho "não acrescenta ideias sobre as apresentadas pela Promotoria." Poucos dias depois, em 31 de outubro, Keiko foi novamente presa após ser decretada sua prisão preventiva por três anos por conta das acusações de lavagem de dinheiro e pelo "alto risco de fuga." A decisão, também de Carhuancho, lhe imputou "suspeitas graves" de que era líder de uma organização criminosa e que existia risco de fuga. O recurso apresentado por sua defesa foi rejeitado pelo Superior Tribunal de Justiça em janeiro de 2019.
Em 2019, o jornal La República revelou que Keiko utilizava o pseudônimo "Ruth" em um grupo do Telegram denominado "Titânio". De acordo com a publicação, o Grupo Titânio "controla com mãos de ferro todas as ações do Força Popular, desde a atuação dos parlamentares da bancada até a defesa judicial contra investigações tributárias sobre financiamento ilegal e lavagem de dinheiro." No mesmo ano, o empresário Jose Camayo, investigado pela Operação Lava Jato e envolvido com o Força Popular, declarou no curso de uma investigação que a Señora K ("Senhora K", em português), uma pessoa acusada de corrupção, era na verdade a própria Keiko, que rejeitou a imputação.
No início de agosto de 2019, a Suprema Corte do país, diante de um impasse entre seus membros, adiou a decisão em relação ao seu pedido de soltura. Em novembro, a corte decidiu, por quatro votos a três, conceder-lhe um habeas corpus. A alta corte não ingressou no mérito das acusações, mas considerou que tinha direito a permanecer em liberdade enquanto respondia pelas denúncias. Pouco antes da decisão, seu esposo Mark iniciou uma greve de fome em um acampamento montado em frente à penitenciária onde estava detida, arguindo que o Ministério Público promovia um "circo midiático" ao vazar informações para prejudicá-la. Libertada em 29 de novembro, voltou a ser presa preventivamente em janeiro de 2020 por ordem do juiz Víctor Zuñiga Urday, que considerou a existência de risco de fuga e as suspeitas de que estava obstruindo a justiça, mas a medida foi revogada em abril. No mês seguinte, pagou uma fiança de US$ 20.500,00 e deixou novamente a prisão.

## Campanha presidencial de 2021
"Não há melhor exemplo de governo eficiente do que o de uma mãe que cria seus filhos com amor e firmeza, porque o que mais amamos é o que mais cuidamos. É por isso que inspirada em ti, mãe lutadora, resumo minha proposta de governo em duas palavras: mão de ferro."

— Keiko apresentando seu projeto de governo, em 2021
Depois de alguns meses longe do foco da mídia e de seu partido, Keiko anunciou em setembro de 2020 seu retorno integral à agremiação, reiterando que estava trabalhando por sua renovação. Através da Escola Laranja, procurou preparar uma "nova geração de líderes" com a exposição de conteúdos sobre o governo Fujimori, a Constituição e os "desafios do bicentenário." Em outubro, anunciou sua pré-candidatura à presidência para o pleito do ano seguinte, acompanhada por Luis Galarreta, como candidato para a primeira vice-presidência, e Patricia Juárez, à segunda.
Keiko propôs um plano de "resgate e reconstrução", o Rescate 2021 ("Resgate 2021", em português), que previu o fortalecimento da segurança pública, o rastreio dos contatos como forma de combater a pandemia de COVID-19, a reativação econômica, a promoção do empreendedorismo, a realização de obras, o fim da quarentena e o aumento de benefícios sociais. Declarou-se favorável à união patrimonial entre pessoas do mesmo sexo, mas contrária ao casamento e à adoção homoparental, afirmando temer que as crianças adotadas pudessem estar expostas ao bullying.
Keiko se dispôs a exercer a presidência da República com "mão de ferro", sob o argumento de que a democracia "não pode ser fraca; deve ser apoiada por um sólido princípio de autoridade." Também se comprometeu a compor um conselho ministerial multipartidário e a escolher um primeiro-ministro que não fosse fujimorista. Para melhorar a governabilidade, propôs uma reforma política que limitasse a vacância presidencial, bem como as questões de confiança, sem alterar a Constituição de 1993, a qual prometeu "absoluto respeito." Ao contrário das campanhas anteriores em que se distanciou de seu pai, reaproximou-se de Alberto e prometeu que o indultaria caso fosse eleita. Keiko rejeitou o rótulo de ditadura ao governo de Alberto, mas admitiu que "houve momentos de autoritarismo."

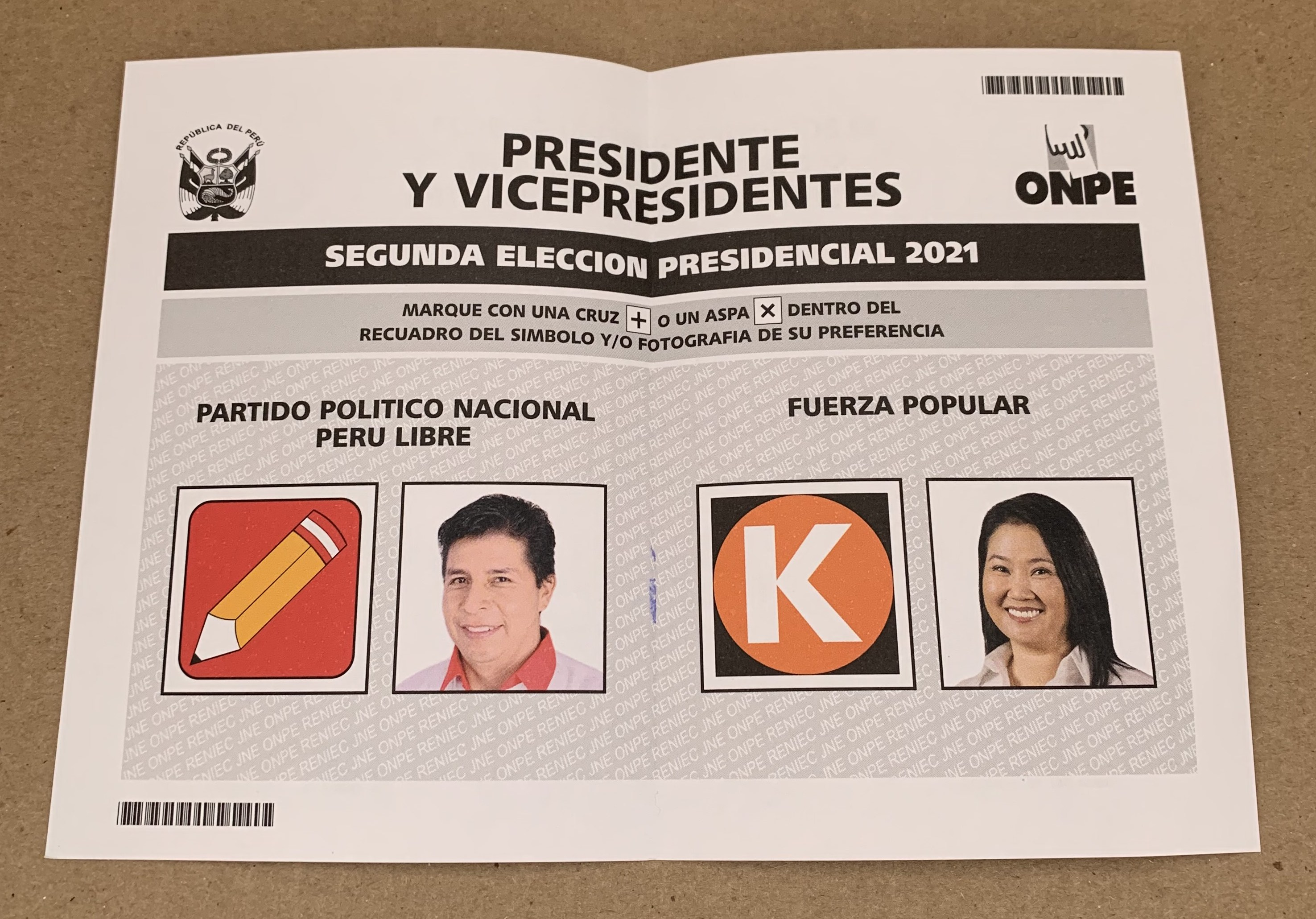
Cédula de votação do segundo turno de 2021

Em novembro, o Força Popular apoiou de forma unânime o exitoso processo de destituição de Vizcarra. Quando os protestos subsequentes resultaram nas mortes de jovens, Keiko demandou a renúncia do novo presidente Manuel Merino, sob pena de ser destituído "hoje mesmo." Em dezembro, sua candidatura presidencial foi oficializada. Além de Keiko, outros 23 políticos apresentaram suas candidaturas. Sua campanha à presidência começou de forma conturbada: em dezembro, uma pesquisa do Datum constatou que 63% dos eleitores "nunca votariam" nela, sendo o mais alto índice de rejeição entre os postulantes; e em março de 2021, o procurador José Domingo Pérez pediu que fosse condenada a mais de trinta anos de prisão pelos crimes de participação em organização criminosa, lavagem de dinheiro, obstrução à justiça e falsa declaração em processo administrativo, assim como mais de 22 anos de prisão para seu esposo Mark, acusado de lavagem de dinheiro. Keiko novamente negou o teor da denúncia, afirmando que o procurador buscava interferir politicamente nas eleições e que "enfrentaria essa perseguição."
Nas pesquisas do primeiro turno, Keiko apareceu constantemente entre as cinco primeiras colocações, mas com resultados bem inferiores aos que obteve nas eleições anteriores, além de ser uma das candidatas mais rejeitadas em diferentes levantamentos. Em 11 de abril, Keiko classificou-se para o segundo turno ao garantir 13,4% dos votos válidos, superando Rafael López Aliaga (11,8%) e Hernando de Soto (11,6%). Na primeira colocação, o professor Pedro Castillo, do Peru Livre, garantiu 18,9% dos votos. A liderança de Castillo surpreendeu "ao assumir a dianteira de um pleito com eleitorado muito fragmentado", ao passo que Keiko "atropelou adversários na reta final de uma campanha muito acirrada - com vários candidatos tecnicamente empatados nas pesquisas - e marcada por medidas restritivas nas ruas devido à pandemia de covid-19. Ela acabou superando outros dois nomes fortes da direita que estavam bem cotados, Hernando de Soto e Rafael López Aliaga."
No segundo turno, Keiko criticou Castillo por alegadamente apresentar "a velha tese comunista da luta de classes, ódio e confronto", propondo uma "reconciliação dos peruanos." Para Keiko, o segundo turno seria uma batalha entre "mercados e marxismo." A candidata prometeu defender a democracia, a liberdade de expressão e pediu perdão pelos erros de seu partido e seus, bem como deixou de utilizar a cor histórica da agremiação, o laranja, para passar a usar a camiseta da seleção peruana de futebol. Contra Castillo, a direita adotou Keiko como o "mal menor", incluindo figuras históricas do antifujimorismo, como o escritor Mario Vargas Llosa, que lhe creditou "mais chances de salvar nossa democracia, enquanto que com Pedro Castillo não vejo nenhuma." Inicialmente Castillo registrou vantagem superior a dois dígitos nas pesquisas, mas Keiko aumentou seu nível de apoio e levantamentos realizados em maio indicaram situação de equilíbrio.
Com o término da votação, o Ipsos divulgou dois levantamentos com resultados divergentes: no primeiro, de boca de urna, Keiko liderava com 50,3%; no segundo, uma "contagem rápida", Castillo tinha 50,2%. Keiko liderou a apuração inicial, mas depois que Castillo assumiu a liderança, passou a alegar fraude eleitoral. No entanto, observadores eleitorais e organizações estrangeiras, como a Organização dos Estados Americanos, atestaram a lisura do pleito. As declarações de Keiko sobre uma possível reversão dos resultados foram comparadas às tentativas de Donald Trump de impedir a proclamação de Joe Biden como presidente eleito após a eleição de 2020. O The Guardian relatou que analistas e observadores políticos criticaram seu comportamento, pontuando que demonstrava desespero após ser derrotada em sua terceira candidatura presidencial em dez anos. Notou-se ainda que os interesses pessoais em jogo eram elevados; se eleita, Keiko não poderia ser investigada pela Operação Lava Jato até o fim do mandato, em 2026. As impugnações foram, em sua maior parte, rejeitadas, confirmando um resultado quase idêntico a 2016: Castillo recebeu 50,12% dos votos válidos, ante 49,87% da adversária. Em 19 de julho, Keiko reconheceu a vitória "ilegítima" de Castillo, mas reiterou que obedeceria "o que mandam a lei e a Constituição que jurei defender."

## Imagem cultural e política
Keiko foi descrita como uma política conservadora, populista e autoritária. Ideologicamente, foi caracterizada como de centro-direita até a extrema-direita. Além disso, é uma figura polarizadora. Em 2016, se por lado os fujimoristas possuíam o apoio de um terço da população e transformaram-se no populismo de direita mais forte da América Latina, havia também o antifujimorismo, um grupo de pessoas que rechaçavam o governo Fujimori e viam em sua filha um retrocesso e uma ameaça à democracia, apesar dela ser considerada uma representante do "fujimorismo moderado." De acordo com um levantamento do Ipsos de 2016, 27% dos eleitores "definitivamente não votariam" nela, e seu índice de rejeição chegou a 66% em 2021, segundo o mesmo instituto de pesquisas. Por outro lado, foi considerada a mulher mais poderosa do país em 2019, conforme dados coletados pelo Ipsos.
Derrotado na eleição presidencial de 1990 por Alberto, o escritor Vargas Llosa era uma das vozes críticas a Keiko. Na opinião dele, elegê-la seria "validar uma ditadura" e um "grande erro." No segundo turno de 2021, contudo, Vargas Llosa endossou Keiko por vê-la como o "menor de dois males" frente a Pedro Castillo. Discorrendo sobre Keiko, o professor Michael Shifter, presidente do Inter-American Dialogue, afirmou que tinha "certa habilidade política" e "construiu uma base de apoio." No entanto, ele acreditava que a permanência de funcionários do governo Fujimori em sua equipe "gera resistências em setores da sociedade que possuem más lembranças dos anos de violações aos direitos humanos, corrupção e de um ambiente muito polarizado."

## Histórico eleitoral
| 2006 | Congressista por Lima | Aliança para o Futuro | 602.869                                   | 14,55                             | Eleita     |
| 2011 | Presidente            | Força 2011            | 3.449.595 (1º turno) 7.490.647 (2º turno) | 23,55 (1º turno) 48,55 (2º turno) | Não eleita |
| 2016 | Presidente            | Força Popular         | 6.115.073 (1º turno) 8.555.880 (2º turno) | 39,86 (1º turno) 49,88 (2º turno) | Não eleita |
| 2021 | Presidente            | Força Popular         | 1.930.762 (1º turno) 8.792.117 (2º turno) | 13,41 (1º turno) 49,87 (2º turno) | Não eleita |